# Iglesia de San Andrés (Argómaniz)
La iglesia de San Andrés es un edificio situado en el concejo español de Argómaniz, en la provincia de Álava.

## Descripción
El edificio se encuentra en el concejo español de Argómaniz, del municipio de Elburgo, perteneciente a la provincia de Álava, en la comunidad autónoma del País Vasco. Se menciona como iglesia parroquial del lugar en el segundo volumen del Diccionario geográfico-estadístico-histórico de España y sus posesiones de Ultramar de Pascual Madoz, donde aparece descrita con las siguientes palabras: «la igl, parr. (San Andrés Apóstol) es servida por 1 cura beneficiado de presentación del cabildo». En el tomo de la Geografía general del País Vasco-Navarro dedicado a Álava y escrito por Vicente Vera y López, se dice lo siguiente: «Su parroquia, dedicada á San Andrés, es de categoría rural de segunda, perteneciente al arciprestazgo de Alegría; antes estuvo unida á El Burgo y Gáceta».